# 奧尼市鎮

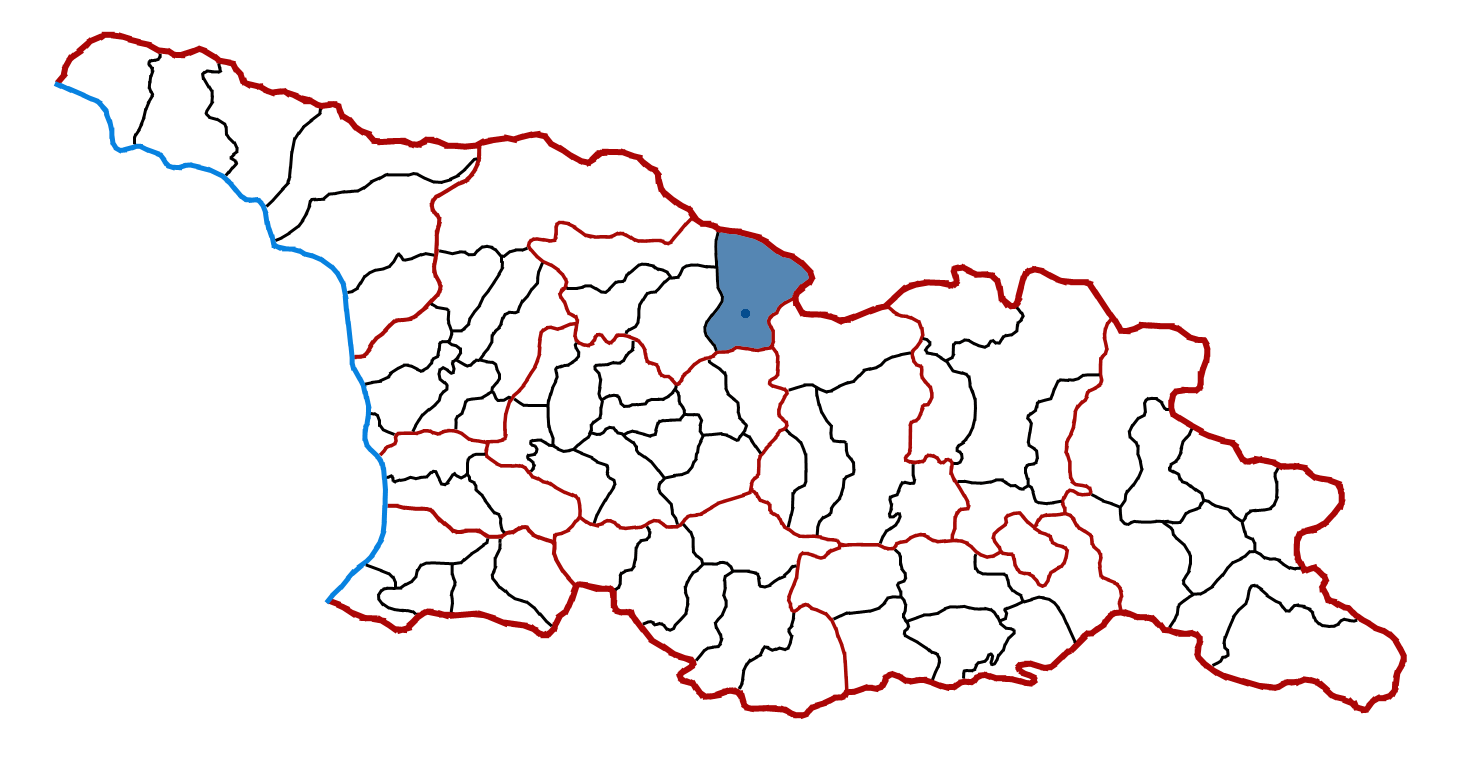

42°35′00″N 43°27′00″E / 42.5833°N 43.4500°E
奧尼市鎮，是格魯吉亚北部拉恰-列其呼米和下斯瓦内蒂大区的市镇，行政中心为奧尼。市镇面積为1,712平方公里，2014年人口数量为6,130人，人口密度每平方公里3.58人。